# Рамирес, Альдо
А́льдо Леа́н Рами́рес Сье́рра (исп. Aldo Leão Ramírez Sierra; родился 18 апреля 1981 года в Санта-Марте, Колумбия) — колумбийский футболист, полузащитник. С 2002 по 2014 год играл за сборную Колумбии. Завершил профессиональную карьеру в 2021 году.

## Клубная карьера
Рамирес выпускник футбольной академии «Санта-Фе». В возрасте 18 лет он дебютировал за основную команду. В первом сезоне он был футболистом резерва, а в следующем стал игроком основы. В 2005 году он вместе с командой занял второе место в чемпионате Колумбии. В «Санта-Фе» он провёл 6 лет, приняв участие в 192 матче и забил 22 гола.
В 2005 году Рамирес перешёл в «Атлетико Насьональ». В новой команде он быстро стал футболистом основного состава, а также дебютировал в Южноамериканском кубке. В 2007 году Альдо вместе с командой выиграл чемпионат Колумбии.
В январе 2008 года Рамирес перешёл в мексиканский «Монаркас Морелия». 18 января в матче против «Веракрус» он дебютировал в мексиканской Примере. 27 января в поединке против «Пачуки» он забил два гола и помог своей команде одержать победу. Несмотря на место в основном составе клуба, Альдо принял решение вернуться на родину, где на протяжении полугода на правах аренды выступал за «Атлетико Насьональ». Летом 2009 года он вернулся в «Монаркас». В 2010 году Рамирес в составе клуба выиграл Североамериканскую Лигу.
Летом 2014 года Рамирес перешёл в «Атлас». 3 августа в матче против «Чьяпас» он дебютировал за команду из Гвадалахары. 9 февраля 2015 года в поединке против «Леонес Негрос» Альдо забил свой первый гол за «Атлас».

## Международная карьера
В 2001 году Рамирес попал в заявку молодёжной команды Колумбии на Чемпионат Южной Америки среди молодёжных команд в Эквадоре. На турнире он был основным футболистом.
20 ноября 2002 в товарищеском матче против сборной Гондураса Альдо дебютировал за сборную Колумбии. 31 мая 2005 года в поединке против сборной Англии он забил свой первый мяч за национальную команду. В этом же году он принял участие в Золотом Кубке КОНКАКАФ. На турнире Альдо поехал в качестве футболиста резерва. Также он принял участие в трёх матчах квалификации к Чемпионату мира 2010 года.

## Достижения
Командные
 «Атлетико Насьональ»
- Чемпионат Колумбии по футболу — Апертура 2007
- Чемпионат Колумбии по футболу — Финалисасьон 2007

 «Монаркас Морелия»
- Североамериканская суперлига — 2010